# Anolis centralis
Anolis centralis är en ödleart som beskrevs av  Peters 1970. Anolis centralis ingår i släktet anolisar, och familjen Polychrotidae. IUCN kategoriserar arten globalt som livskraftig.

## Underarter
Arten delas in i följande underarter:
- A. c. centralis
- A. c. litoralis

## Bildgalleri

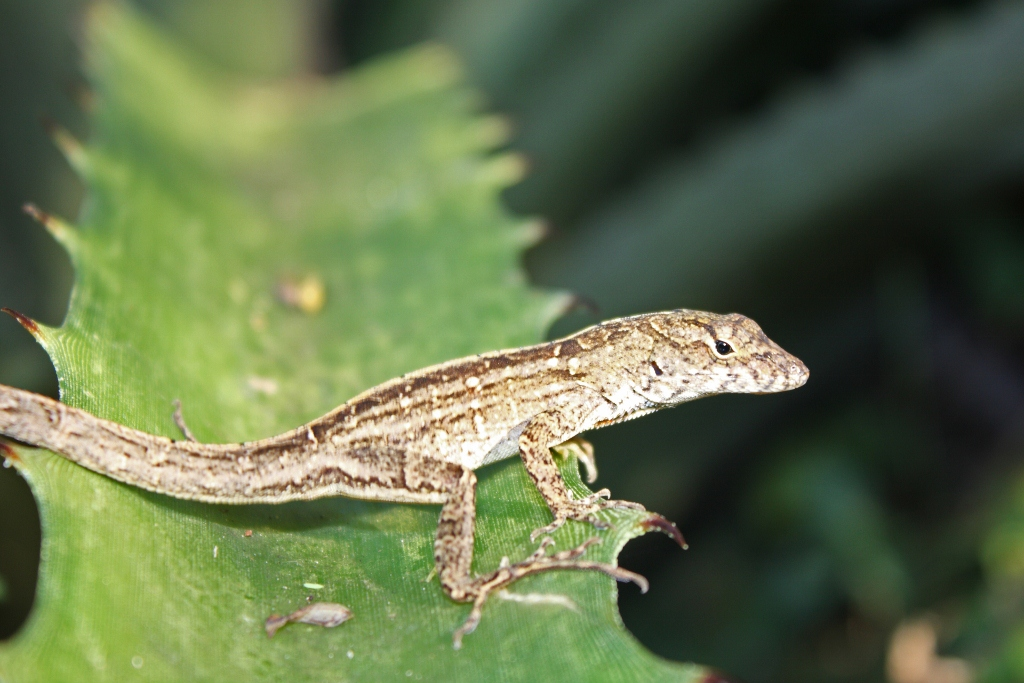
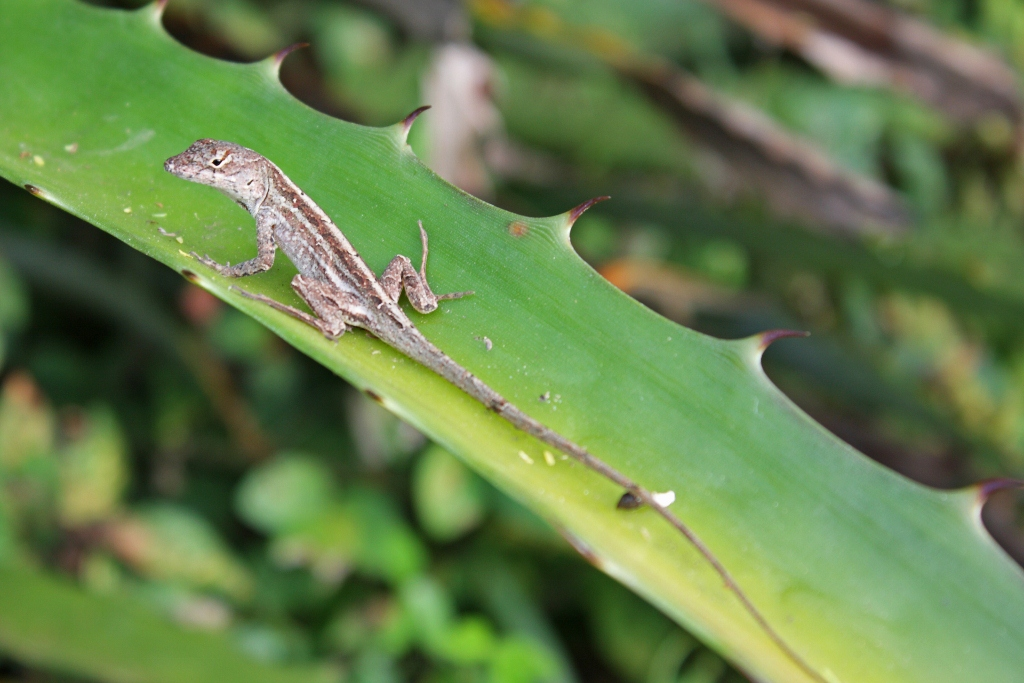